# Drav

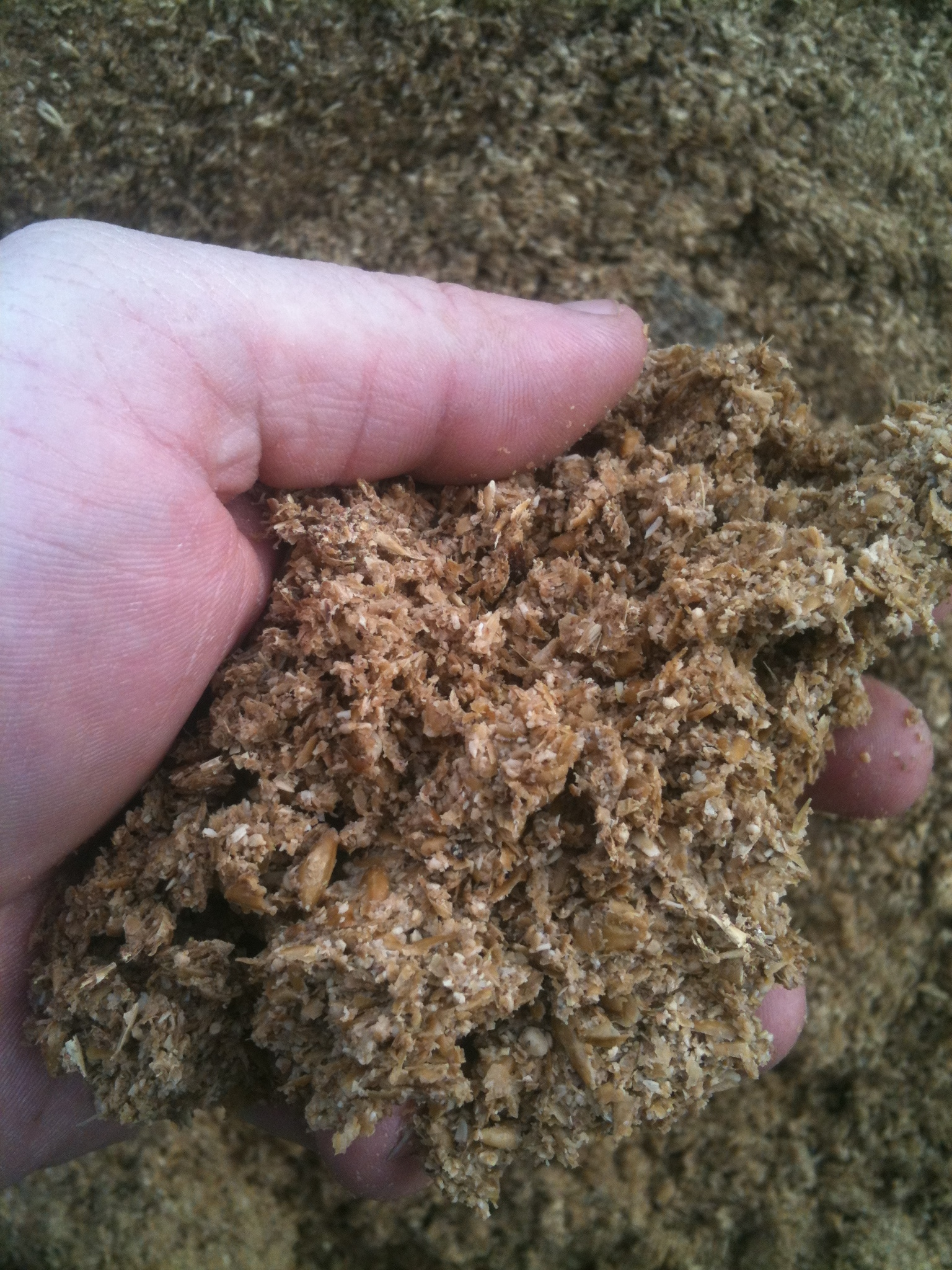
Drav som ska bli mat till kreatur.

Drav är en biprodukt vid ölframställning. Utgångsmaterialet är ett sädesslag, oftast korn. Det får börja gro och benämnes då malt. Malten krossas och blandas med vatten till mäsk. Stärkelse, sockerarter och andra näringsämnen löses ut i vattnet. Efter processer i olika temperaturer silas vätskan ifrån och kallas då vört. Vörten får jäsa till öl. 
De fasta resterna kallas drav. Den har relativt hög proteinhalt och blir ett utmärkt djurfoder (kraftfoder). Drav används i stor utsträckning både till nötkreatur och vid svinuppfödning. Använd till mjölkkor ger draven sänkt fetthalt hos mjölken och kan även orsaka smakfel.
Draven har emellertid dålig hållbarhet och måste ensileras med sura tillsatsmedel om den ska lagras.

## Drav och drank
Drav kan jämföras med den liknande produkten drank, där drav är en fast rest vid öltillverkning medan drank är fasta rester vid framställning av sprit.